# Prime of life
Prime of life is een lied dat werd geschreven door Neil Young. Samen met Crazy Horse bracht hij het in 1994 uit op verschillende platen. In de jaren erna verscheen het nog op bootlegs en werd het gecoverd.

## Tekst en muziek
Het past tussen andere nummers op Sleeps with angels waarin Young zich direct tot Kurt Cobain richt, een vriend van hem en zanger van Nirvana die zich eerder dat jaar van het leven beroofde.
Het is een nummer in de grunge waarin muziekklank van Crazy Horse een belangrijke rol heeft. Het wordt gespeeld in mid-tempo. Terwijl het niet pakt zoals stevige rock, wordt het evenmin als een commerciële ballad gezien.

## Uitvoeringen en covers
In 1994 kwam het uit op een radiosingle. Daarnaast verscheen het op hun maxisingle  The complex sessions en hun album Sleeps with angels. Meermaals kwam het op bootlegs te staan die onder meer zijn opgenomen tijdens live-optredens in Berlijn en tijdens twee Bridge School Benefits (1994 en 1995).
Pascal Comelade (zoals in zijn samenwerking met Pierre Bastien, Jac Berrocal en Jaki Liebezeit) coverde het verschillende malen, zoals op de albums Oblique sessions (1997), Musiques de genre (2000) en La catedral d'escuradents (2009).